# Numerow-Verfahren
Das Numerow-Verfahren ist eine Methode zum numerischen Lösen Gewöhnlicher Differentialgleichungen zweiter Ordnung, die keinen Term erster Ordnung enthalten. Es ist ein implizites Mehrschrittverfahren vierter Ordnung, kann jedoch explizit gemacht werden, wenn die Differentialgleichung linear ist.
Das Verfahren wurde von dem russischen Astronomen Boris Wassiljewitsch Numerow entwickelt.

## Das Verfahren

### Lineare Gleichung
Das Numerow-Verfahren kann verwendet werden, um Differentialgleichungen der Form
{\displaystyle {\frac {d^{2}y}{dx^{2}}}=-g(x)y(x)+s(x).}
zu lösen. Drei Werte {\displaystyle y_{n-1},y_{n},y_{n+1}}, die auf äquidistanten Gitterpunkten {\displaystyle x_{n-1},x_{n},x_{n+1}} liegen, hängen zusammen über die Gleichung
{\displaystyle {\begin{aligned}y_{n+1}\left(1+{\frac {h^{2}}{12}}g_{n+1}\right)&=2y_{n}\left(1-{\frac {5h^{2}}{12}}g_{n}\right)-y_{n-1}\left(1+{\frac {h^{2}}{12}}g_{n-1}\right)\\&+{\frac {h^{2}}{12}}(s_{n+1}+10s_{n}+s_{n-1})+{\mathcal {O}}(h^{6}),\end{aligned}}}
wobei {\displaystyle y_{n}=y(x_{n})}, {\displaystyle g_{n}=g(x_{n})}, {\displaystyle s_{n}=s(x_{n})}, und {\displaystyle h=x_{n+1}-x_{n}}. Es lässt sich somit {\displaystyle y_{n+1}} ausgehend von zwei vorhergehenden Werten berechnen und die Lösung durch Iteration über das gesamte Gitter berechnen.

### Nichtlineare Gleichung
Für nichtlineare Gleichungen der Form
{\displaystyle {\frac {d^{2}y}{dx^{2}}}=f(x,y),}
ergibt sich für das Verfahren
{\displaystyle y_{n+1}-2y_{n}+y_{n-1}={\frac {h^{2}}{12}}(f_{n+1}+10f_{n}+f_{n-1})+{\mathcal {O}}(h^{6})}
mit {\displaystyle f_{n}=f(x_{n},y_{n})}. Dies ist ein impliziter Zusammenhang, der sich auf die obige explizite Form reduziert, wenn {\displaystyle f} linear in {\displaystyle y} ist. Es erreicht eine Genauigkeit in vierter Ordnung.

## Anwendung
In der numerischen Physik wird das Verfahren angewendet, um Lösungen der eindimensionalen Schrödingergleichung für beliebige Potentiale zu finden. Ein Beispiel ist das Lösen der Radialgleichung für ein kugelsymmetrisches Potential, wie es im Wasserstoffatom auftritt. Nachdem die Variablen separiert und der Winkelanteil analytisch gelöst ist, bleibt der radiale Anteil {\displaystyle R(r)} übrig:
{\displaystyle {\frac {d}{dr}}\left(r^{2}{\frac {dR}{dr}}\right)-{\frac {2mr^{2}}{\hbar ^{2}}}(V(r)-E)R(r)=l(l+1)R(r).}
Diese Gleichung kann durch Substitution in die für das Numerow-Verfahren nötige Form gebracht werden:
{\displaystyle u(r)=rR(r),}
{\displaystyle R(r)={\frac {u(r)}{r}},}
{\displaystyle {\frac {dR}{dr}}={\frac {1}{r}}{\frac {du}{dr}}-{\frac {u(r)}{r^{2}}}={\frac {1}{r^{2}}}\left(r{\frac {du}{dr}}-u(r)\right),}
{\displaystyle {\frac {d}{dr}}\left(r^{2}{\frac {dR}{dr}}\right)={\frac {du}{dr}}+r{\frac {d^{2}u}{dr^{2}}}-{\frac {du}{dr}}=r{\frac {d^{2}u}{dr^{2}}}.}
Mit dieser Substitution wird die Radialgleichung
{\displaystyle r{\frac {d^{2}u}{dr^{2}}}-{\frac {2mr}{\hbar ^{2}}}(V(r)-E)u(r)={\frac {l(l+1)}{r}}u(r),}
oder
{\displaystyle -{\frac {\hbar ^{2}}{2m}}{\frac {d^{2}u}{dr^{2}}}+\left(V(r)+{\frac {\hbar ^{2}}{2m}}{\frac {l(l+1)}{r^{2}}}\right)u(r)=Eu(r),}
was äquivalent zur eindimensionalen Schrödingergleichung mit dem effektiven Potential
{\displaystyle V_{\text{eff}}(r)=V(r)+{\frac {\hbar ^{2}}{2m}}{\frac {l(l+1)}{r^{2}}}=V(r)+{\frac {L^{2}}{2mr^{2}}},\quad L^{2}=l(l+1)\hbar ^{2}.}
ist. Um die Anwendbarkeit des Numerow-Verfahrens zu erkennen, lässt sich diese Gleichung umformen zu:
{\displaystyle {\frac {d^{2}u}{dr^{2}}}=-{\frac {2m}{\hbar ^{2}}}(E-V_{\text{eff}}(r))u(r),}
{\displaystyle g(r)={\frac {2m}{\hbar ^{2}}}(E-V_{\text{eff}}(r)),}
{\displaystyle s(r)=0.}

## Herleitung
Der Ausgangspunkt ist eine zu lösende Differentialgleichung der Form
{\displaystyle y''(x)=-g(x)y(x)+s(x).}
Zur Herleitung des Verfahrens wird zunächst die Funktion {\displaystyle y(x)} um den Punkt {\displaystyle x_{0}} mittels einer Taylorreihe entwickelt.
{\displaystyle y(x_{0}\pm h)=y(x_{0})\pm hy'(x_{0})+{\frac {h^{2}}{2!}}y''(x_{0})\pm {\frac {h^{3}}{3!}}y'''(x_{0})+{\frac {h^{4}}{4!}}y''''(x_{0})\pm {\frac {h^{5}}{5!}}y'''''(x_{0})+{\mathcal {O}}(h^{6}).}
Dabei wurde der Abstand zwischen {\displaystyle x} nach {\displaystyle x_{0}} als {\displaystyle h=x-x_{0}} definiert. Die Taylorentwicklung in Vorwärts- bzw. Rückwärtsrichtung unterscheiden sich dabei durch die Vorzeichen der ungeraden Ordnungen.
Wird der Raum in gleichmäßige diskrete Intervalle eingeteilt, ergibt sich ein Gitter von {\displaystyle x} Punkten mit {\displaystyle h=x_{n+1}-x_{n}}. Die obige Gleichung lässt sich auf jeden Gitterpunkt anwenden und ergibt einen Zusammenhang zwischen {\displaystyle y_{n}} und {\displaystyle y_{n+1}}:
{\displaystyle y_{n+1}=y_{n}+hy'(x_{n})+{\frac {h^{2}}{2!}}y''(x_{n})+{\frac {h^{3}}{3!}}y'''(x_{n})+{\frac {h^{4}}{4!}}y''''(x_{n})+{\frac {h^{5}}{5!}}y'''''(x_{n})+{\mathcal {O}}(h^{6}).}
Dies entspricht einem Vorwärtsschritt um {\displaystyle h}. Für einen Rückwärtsschritt ergibt sich aus der  Taylorentwicklung mit {\displaystyle -h}:
{\displaystyle y_{n-1}=y_{n}-hy'(x_{n})+{\frac {h^{2}}{2!}}y''(x_{n})-{\frac {h^{3}}{3!}}y'''(x_{n})+{\frac {h^{4}}{4!}}y''''(x_{n})-{\frac {h^{5}}{5!}}y'''''(x_{n})+{\mathcal {O}}(h^{6}).}
Addiert man beide Gleichungen, so verschwinden die ungeraden Ordnungen und es bleibt
{\displaystyle y_{n+1}-2y_{n}+y_{n-1}=h^{2}y''_{n}+{\frac {h^{4}}{12}}y''''_{n}+{\mathcal {O}}(h^{6}).}
Die zweite Ableitung kann mittels der zu Beginn gegebene Differentialgleichung {\displaystyle y''_{n}=-g_{n}y_{n}+s_{n}} ersetzt werden. Um einen Ausdruck für die vierte Ableitung {\displaystyle y''''_{n}} zu bekommen, wird die Differentialgleichung zweimal abgeleitet und die zweite Ableitung approximiert:
{\displaystyle y''''_{n}={\frac {d^{2}}{dx^{2}}}(-g_{n}y_{n}+s_{n}),}
{\displaystyle h^{2}y''''_{n}=-g_{n+1}y_{n+1}+s_{n+1}+2g_{n}y_{n}-2s_{n}-g_{n-1}y_{n-1}+s_{n-1}+{\mathcal {O}}(h^{4}).}
Wird die vierte Ableitung der obigen Gleichung mit diesem Ausdruck ersetzt, ergibt sich
{\displaystyle {\begin{aligned}y_{n+1}-2y_{n}+y_{n-1}&={h^{2}}(-g_{n}y_{n}+s_{n})+{\frac {h^{2}}{12}}(-g_{n+1}y_{n+1}+s_{n+1}+2g_{n}y_{n}-2s_{n}-g_{n-1}y_{n-1}+s_{n-1})\\&+{\mathcal {O}}(h^{6}),\end{aligned}}}
und nach Zusammenfassen der Terme
{\displaystyle {\begin{aligned}y_{n+1}\left(1+{\frac {h^{2}}{12}}g_{n+1}\right)-2y_{n}\left(1-{\frac {5h^{2}}{12}}g_{n}\right)+y_{n-1}\left(1+{\frac {h^{2}}{12}}g_{n-1}\right)\\={\frac {h^{2}}{12}}(s_{n+1}+10s_{n}+s_{n-1})+{\mathcal {O}}(h^{6}).\end{aligned}}}
Dies ist die Gleichung des Numerow-Verfahrens mit einem Fehler der Ordnung {\displaystyle h^{6}}.